# Асан-Елга
Аса́н-Елга́ (тат. Әсән-Елга) — деревня в Кукморском районе Республики Татарстан. Входит в состав муниципального образования Псякское сельское поселение. 

## Население
| 1782 | 1859 | 1897 | 1908 | 1920 | 1926 | 1938 | 1949 | 1958 | 1970 | 1979 | 1989 | 2000 | 2017 |
| ---- | ---- | ---- | ---- | ---- | ---- | ---- | ---- | ---- | ---- | ---- | ---- | ---- | ---- |
| 151  | 586  | 797  | 818  | 815  | 792  | 606  | 542  | 488  | 436  | 379  | 346  | 400  | 410  |

Национальный состав села — татары.

## Религия
Мечеть — архитектурный памятник конца XVIII века. В селе действуют мечеть (с 2010 г.), медресе (с 2015 г.).